# ماجيورا
ماجيورا وهيا كومونة (بلدية) تقع في مقاطعة نوفارا في منطقة بيدمونت الإيطالية ، وتبعد على بعد حوالي 90 كم شمال شرق تورينو وحوالي 30 كم (19ميلا) شمال غرب نوفارا.
تحد ماجيورا البلديات الآتية: بوكا وبورغومانيرو وكوريجيو وغارغالو وفالدوجيا.